# Amt Neustadt-Glewe
Het Amt Neustadt-Glewe is een samenwerkingsverband van 3 gemeenten in de Landkreis Ludwigslust-Parchim van de Duitse deelstaat Mecklenburg-Voor-Pommeren. De bestuurszetel bevindt zich in de stad Neustadt-Glewe.

## Gemeenten
1. Blievenstorf (432)
2. Brenz (510)
3. Neustadt-Glewe, stad * (6.997)